# Конгоански папагал
Конгоанският папагал (Poicephalus gulielmi) е вид птица от семейство Папагалови (Psittacidae). Видът е незастрашен от изчезване.

## Разпространение
Разпространен е в Ангола, Камерун, Централноафриканска република, Демократична република Конго, Република Конго, Кот д'Ивоар, Екваториална Гвинея, Габон, Гана, Кения, Либерия, Нигерия, Танзания и Уганда.